# نصف‌النهار ۱۱۳ درجه غربی
نصف‌النهار ۱۱۳ درجه غربی ۱۱۳مین نصف‌النهار غربی از گرینویچ است که از لحاظ زمانی 7ساعت و 32دقیقه با گرینویچ اختلاف زمانی دارد.
این نصف‌النهار از قطب شمال شروع و از مناطق زیر گذشته و به قطب جنوب ختم می‌شود.
- کانادا
- ایالات متحده آمریکا
- اقیانوس آرام